# Granada nos Jogos Olímpicos de Verão de 2024
Granada participou dos Jogos Olímpicos de Verão de 2024, realizados em Paris, na França. Foi a 11.ª aparição consecutiva do país nos Jogos Olímpicos desde a estreia em Los Angeles 1984, sendo representado por seis atletas que competiram em dois esportes.
Conquistou duas medalhas de bronze, ambas no atletismo, com Lindon Victor no decatlo masculino e com Anderson Peters no lançamento de dardo também para homens.

## Medalhas
| Atleta          | Esporte   | Evento                        | Medalha |
| --------------- | --------- | ----------------------------- | ------- |
| Lindon Victor   | Atletismo | Decatlo masculino             | Bronze  |
| Anderson Peters | Atletismo | Lançamento de dardo masculino | Bronze  |

## Competidores
Esta foi a participação por modalidade nesta edição:
| Esporte   | Masculino | Feminino | Total |
| --------- | --------- | -------- | ----- |
| Atletismo | 3         | 1        | 4     |
| Natação   | 1         | 1        | 2     |
| Total     | 4         | 2        | 6     |

## Desempenho

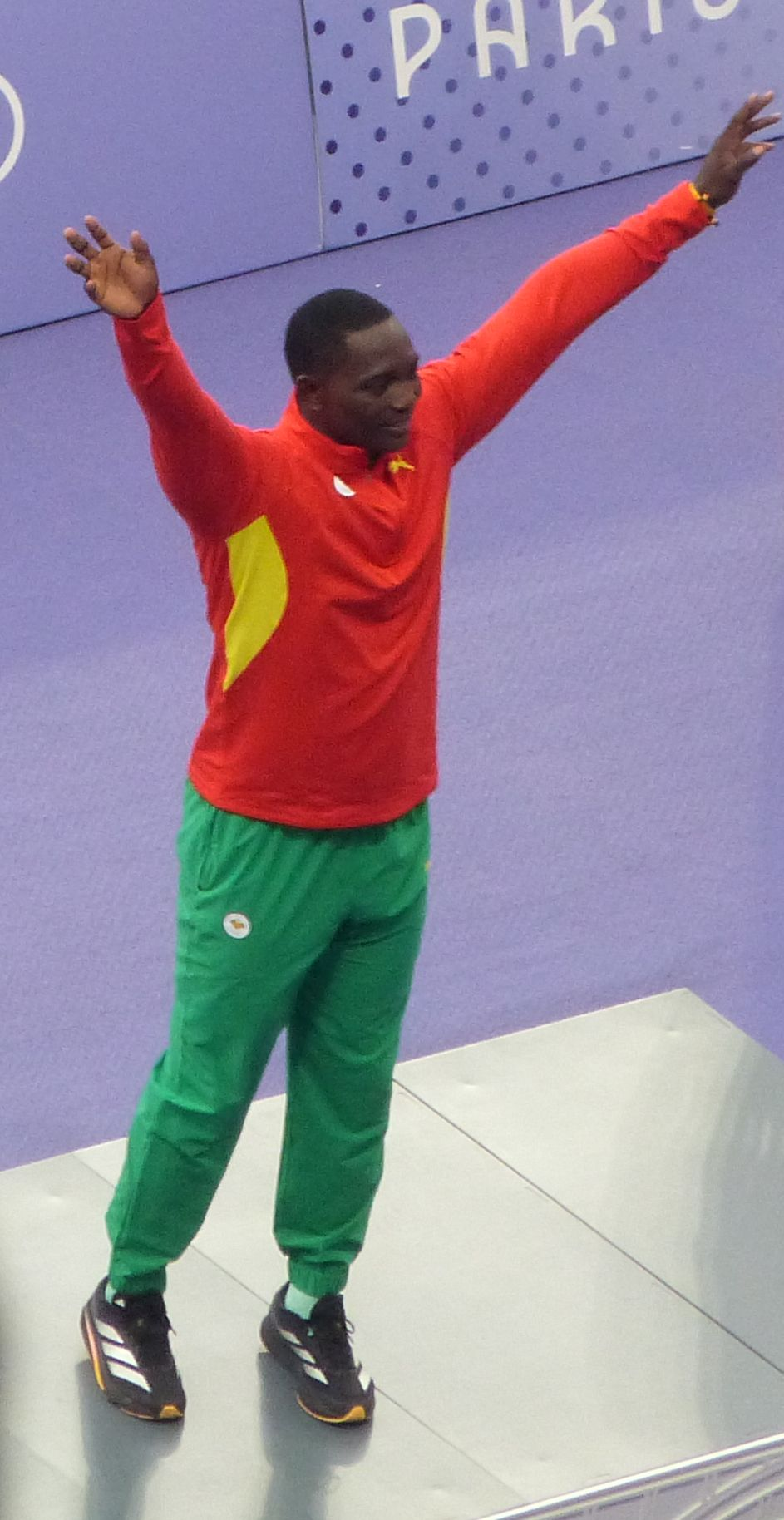
Anderson Peters durante a cerimônia de premiação do dardo masculino

### Atletismo
- Q = Qualificado para a próxima fase
- q = Qualificado para a próxima fase como o perdedor mais rápido ou, em eventos de campo, pela posição sem atingir o alvo para qualificação
- N/A = Fase não aplicável para o evento
- Bye = Atleta não precisou disputar aquela fase

Masculino
Eventos de pista
| Atleta       | Evento | Preliminar | Preliminar | Baterias | Baterias | Repescagem | Repescagem | Semifinal | Semifinal | Final | Final | Ref.  |
| Atleta       | Evento | Tempo      | Pos.       | Tempo    | Pos.     | Tempo      | Pos.       | Tempo     | Pos.      | Tempo | Pos.  | Ref.  |
| ------------ | ------ | ---------- | ---------- | -------- | -------- | ---------- | ---------- | --------- | --------- | ----- | ----- | ----- |
| Kirani James | 400 m  | N/A        | N/A        | 44.78    | 1 Q      | Bye        | Bye        | 43.78     | 1 Q       | 43.87 | 5     | [ 5 ] |

Eventos de campo
| Atleta          | Evento              | Qualificação | Qualificação | Final | Final             | Ref.  |
| Atleta          | Evento              | Marca        | Pos.         | Marca | Pos.              | Ref.  |
| --------------- | ------------------- | ------------ | ------------ | ----- | ----------------- | ----- |
| Anderson Peters | Lançamento de dardo | 88.63        | 2 Q          | 88.54 | Medalha de bronze | [ 6 ] |

Eventos combinados – Decatlo
| Atleta        | Evento  | 100 m | SD   | AP    | SA   | 400 m | 110B  | LDi      | SV   | LDa   | 1500 m  | Total | Pos.              | Ref.  |
| ------------- | ------- | ----- | ---- | ----- | ---- | ----- | ----- | -------- | ---- | ----- | ------- | ----- | ----------------- | ----- |
| Lindon Victor | Result. | 10.56 | 7.48 | 15.71 | 2.02 | 47.84 | 14.62 | 53.91 OB | 4.90 | 68.22 | 4:43.53 | 8711  | Medalha de bronze | [ 7 ] |
| Lindon Victor | Pontos  | 961   | 930  | 833   | 822  | 917   | 896   | 952      | 880  | 862   | 658     | 8711  | Medalha de bronze | [ 7 ] |

Feminino
Eventos de pista
| Atleta        | Evento | Preliminar | Preliminar | Baterias | Baterias | Repescagem | Repescagem | Semifinal   | Semifinal   | Final       | Final       | Ref.  |
| Atleta        | Evento | Tempo      | Pos.       | Tempo    | Pos.     | Tempo      | Pos.       | Tempo       | Pos.        | Tempo       | Pos.        | Ref.  |
| ------------- | ------ | ---------- | ---------- | -------- | -------- | ---------- | ---------- | ----------- | ----------- | ----------- | ----------- | ----- |
| Halle Hazzard | 100 m  | 11.88      | 2 Q        | 11.70    | 8        | N/A        | N/A        | Não avançou | Não avançou | Não avançou | Não avançou | [ 8 ] |

### Natação
Masculino
| Atleta          | Evento       | Eliminatórias | Eliminatórias | Semifinal   | Semifinal   | Final       | Final       | Ref.  |
| Atleta          | Evento       | Tempo         | Pos.          | Tempo       | Pos.        | Tempo       | Pos.        | Ref.  |
| --------------- | ------------ | ------------- | ------------- | ----------- | ----------- | ----------- | ----------- | ----- |
| Zackary Gresham | 100 m costas | 58.92         | 44            | Não avançou | Não avançou | Não avançou | Não avançou | [ 9 ] |

Feminino
| Atleta          | Evento      | Eliminatórias | Eliminatórias | Semifinal   | Semifinal   | Final       | Final       | Ref.   |
| Atleta          | Evento      | Tempo         | Pos.          | Tempo       | Pos.        | Tempo       | Pos.        | Ref.   |
| --------------- | ----------- | ------------- | ------------- | ----------- | ----------- | ----------- | ----------- | ------ |
| Tilly Collymore | 100 m livre | 58.84         | 26            | Não avançou | Não avançou | Não avançou | Não avançou | [ 10 ] |